# Karl Ove Knausgård
Karl Ove Knausgård (født 6. december 1968 i Oslo) er en norsk forfatter og forlægger, hvis bøger er oversat til flere sprog. Han er i Danmark mest kendt for sine seks bøger i serien Min kamp.

## Baggrund
Knausgård er opvokset på Tromøy ved Arendalog i Kristiansand. Han har studeret kunsthistorie og litteraturvidenskab ved Universitetet i Bergen.
I tidsrummet 1989-2001 var han medredaktør på det norske litterære tidsskrift Vagant.
Knausgårds forfatterskab er primært af autofiktionel art og skrevet på baggrund af egne livserfaringer.

## Litterære værker
Knausgård debuterede i 1998 med romanen Ude af verden, som vakte stor opmærksomhed. Som første debutant nogensinde blev han belønnet med den norske kritikerpris. Efterfølgeren, Alting har en tid, var ligeledes en succes for forfatteren og blev nomineret til Nordisk Råds litteraturpris.
Den autofiktionelle romanserie Min Kamp, består af seks bøger. Mindst en af bøgene har vundet en pris, og mindst en af bøgene blev nomineret til Nordisk Råds Litteraturpris.
De tre romaner Ude af verden, Alting har en tid og Min Kamp kan ifølge Knausgård selv ses som en form for trilogi. Temaerne er det enkelte menneskes liv på godt og ondt, og som største inspirationskilde har Knausgård selv nævnt James Joyces Ulysses.

## Privatliv
Knausgård er skilt fra Linda Boström Knausgård, der er forfatter og er nu flyttet til England.